# Jamiro Monteiro
Jamiro Gregory Monteiro Alvarenga (Róterdam, Países Bajos, 23 de noviembre de 1993) es un futbolista caboverdiano. Juega de centrocampista y su equipo es PEC Zwolle de la Eredivisie.

## Trayectoria

### Metz
El 28 de julio de 2018 fichó por el F. C. Metz de la Ligue 2 proveniente del Heracles Almelo neerlandés.

### Estados Unidos
En marzo de 2019 fue enviado a préstamo al Philadelphia Union de la MLS. Jugó 26 encuentros en la temporada 2019 del club, 22 como titular, anotó cuatro goles y registró 9 asistencias. El 10 de enero de 2020 Monterio fichó por tres años por el Union.
Abandonó Filadelfia en febrero de 2022 tras ser traspasado a San Jose Earthquakes. Allí estuvo hasta la finalización de su contrato en 2023 y después de no ser ejercida la opción de ampliarlo. Entonces regresó al fútbol europeo tras incorporarse al Gaziantep F. K. en febrero. Allí completó la temporada y en agosto volvió a los Países Bajos para jugar en el PEC Zwolle.

## Selección nacional
Nació en los Países Bajos de padres caboverdianos. En marzo de 2016 fue llamado a la selección de Cabo Verde para la clasificación para la Copa Africana de Naciones de 2017. Debutó en la derrota por 2-0 ante Marruecos.

## Estadísticas
Actualizado al último partido disputado el 18 de mayo de 2025.
| Club | Div.          | Temporada     | Liga  | Liga  | Copas nacionales(1) | Copas nacionales(1) | Copas internacionales(2) | Copas internacionales(2) | Otras(3) | Otras(3) | Total | Total |
| Club | Div.          | Temporada     | Part. | Goles | Part.               | Goles               | Part.                    | Goles                    | Part.    | Goles    | Part. | Goles |
| --- | ------------- | ------------- | ----- | ----- | ------------------- | ------------------- | ------------------------ | ------------------------ | -------- | -------- | ----- | ----- |
| S. C. Cambuur · Países Bajos | 1.ª           | 2015-16       | 20    | 2     | 0                   | 0                   | —                        | —                        | —        | —        | 20    | 2     |
| S. C. Cambuur · Países Bajos | 2.ª           | 2016-17       | 36    | 4     | 5                   | 2                   | —                        | —                        | 2        | 0        | 43    | 6     |
| S. C. Cambuur · Países Bajos | Total club    | Total club    | 56    | 6     | 5                   | 2                   | 0                        | 0                        | 2        | 0        | 63    | 8     |
| Heracles Almelo · Países Bajos | 1.ª           | 2017-18       | 34    | 4     | 3                   | 1                   | —                        | —                        | —        | —        | 37    | 5     |
| Heracles Almelo · Países Bajos | Total club    | Total club    | 34    | 4     | 3                   | 1                   | 0                        | 0                        | 0        | 0        | 37    | 5     |
| F. C. Metz Francia | 2.ª           | 2018-19       | 3     | 0     | 4                   | 0                   | —                        | —                        | —        | —        | 7     | 0     |
| F. C. Metz Francia | Total club    | Total club    | 3     | 0     | 4                   | 0                   | 0                        | 0                        | 0        | 0        | 7     | 0     |
| Philadelphia Union Estados Unidos | 1.ª           | 2019          | 28    | 4     | 1                   | 0                   | —                        | —                        | —        | —        | 29    | 4     |
| Philadelphia Union Estados Unidos | 1.ª           | 2020          | 26    | 4     | —                   | —                   | —                        | —                        | —        | —        | 26    | 4     |
| Philadelphia Union Estados Unidos | 1.ª           | 2021          | 29    | 2     | —                   | —                   | 5                        | 2                        | —        | —        | 34    | 4     |
| Philadelphia Union Estados Unidos | Total club    | Total club    | 83    | 10    | 1                   | 0                   | 5                        | 2                        | 0        | 0        | 89    | 12    |
| San Jose Earthquakes Estados Unidos | 1.ª           | 2022          | 31    | 4     | 2                   | 0                   | —                        | —                        | —        | —        | 33    | 4     |
| San Jose Earthquakes Estados Unidos | 1.ª           | 2023          | 29    | 1     | 1                   | 0                   | 1                        | 0                        | —        | —        | 31    | 1     |
| San Jose Earthquakes Estados Unidos | Total club    | Total club    | 60    | 5     | 3                   | 0                   | 1                        | 0                        | 0        | 0        | 64    | 5     |
| Gaziantep F. K. Turquía | 1.ª           | 2023-24       | 13    | 1     | —                   | —                   | —                        | —                        | —        | —        | 13    | 1     |
| Gaziantep F. K. Turquía | Total club    | Total club    | 13    | 1     | 0                   | 0                   | 0                        | 0                        | 0        | 0        | 13    | 1     |
| PEC Zwolle · Países Bajos | 1.ª           | 2024-25       | 28    | 2     | 1                   | 1                   | —                        | —                        | —        | —        | 29    | 3     |
| PEC Zwolle · Países Bajos | Total club    | Total club    | 28    | 2     | 1                   | 1                   | 0                        | 0                        | 0        | 0        | 29    | 3     |
| Total carrera | Total carrera | Total carrera | 277   | 28    | 17                  | 4                   | 6                        | 2                        | 2        | 0        | 302   | 34    |
| (1) Incluye datos de la Copa de los Países Bajos, la Copa de Francia, la Copa de la Liga de Francia y la US Open Cup. (2) Incluye datos de la Liga de Campeones de la Concacaf y Leagues Cup. (3) Incluye datos de los playoffs de ascenso de la Eredivisie. |               |               |       |       |                     |                     |                          |                          |          |          |       |       |